# Andy Mazurczak
Andrzej Piotr "Andy" Mazurczak (nacido el 27 de diciembre de 1993 en Norridge, Illinois, Estados Unidos) es un baloncestista de nacionalidad polaca. Con una altura oficial de un metro y ochenta y ocho centímetros, puede jugar indistintamente en las posiciones de base y escolta.

## Trayectoria deportiva
Formado académica y deportivamente en la Universidad de Wisconsin-Parkside con sede en Kenosha, Wisconsin, formó parte de la plantilla de los Rangers, equipo participante en la Division II de la NCAA, durante todo su ciclo universitario (2012 a 2016). En su última temporada logró su mejor rendimiento, disputando 31 partidos y logrando unos promedios de 18,1 puntos, 3,7 asistencias y 4,4 rebotes por encuentro, siendo nominado Jugador del Año de la Conferencia GLVC e integrante del Mejor Quinteto de la misma.
Finalizada su etapa universitaria firmó su primer contrato profesional la temporada 2016/17 con el EK Kavala, equipo de la segunda división griega, alcanzando medias de 12,9 puntos y 4,6 asistencias. En la siguiente temporada (2017/18) firma con el BV Chemnitz 99, club de la segunda división alemana, logrando casi 11 puntos y 5 asistencias por encuentro.
En julio de 2018 firma con el Cáceres Patrimonio de la Humanidad, club español de LEB Oro, para disputar la campaña 2018/19. Debido a una lesión sufrida en los primeros días de la pretemporada, solo pudo debutar a mediados de diciembre con el club para finalmente disputar 19 partidos con promedios de 7,8 puntos y 2,6 asistencias.
En 2019/20 firma con el Aris Leeuwarden, club de la liga neerlandesa, acreditando medias de 16.5 puntos, 5.4 rebtes y 5.4 asistencias.
En la temporada 2020/21 se enrola con el MKS DG para disputar la liga polaca. Promedió 10.9 puntos, 4.3 rebotes y 5.4 asistencias en 28 encuentros.
Permanece en Polonia en la temporada 2021/22, firmando con el Stelmet Zielona Gora y disputando la liga polaca y la Liga VTB con promedios de 5.9 puntos, 3.5 asistencias y 2.1 rebotes.
En 2022/23 firmó por el Wilki Morskie Szczecin, de la liga polaca.